# Franz Tattermusch
Franz Tattermusch (9. dubna 1841 – 3. září 1924 Kounov) byl rakouský a český statkář a politik německé národnosti, koncem 19. století poslanec Českého zemského sněmu.

## Biografie
Profesí byl statkářem v Kounově. Zasedal zde v obecní radě. Zasloužil se o hospodářský rozvoj regionu, podporoval spolkový život v domovském Kounově a byl zastáncem německého živlu na etnické hranici.
V 80. letech 19. století se zapojil i do zemské politiky. V doplňovacích volbách roku 1884 byl zvolen v kurii venkovských obcí (volební obvod Žatec, Postoloprty, Chomutov, Bastianperk) do Českého zemského sněmu. Mandát zde obhájil v řádných volbách v roce 1889. Uvádí se jako německý liberál (takzvaná Ústavní strana, liberálně a centralisticky orientovaná, odmítající federalistické aspirace neněmeckých etnik, později Německá pokroková strana).
Zemřel v září 1924 ve věku 83 let.